# Les Bas-fonds
Les Bas-fonds is een Franse dramafilm uit 1936 onder regie van Jean Renoir. De film is gebaseerd op het toneelstuk Nachtasiel (1902) van de Russische auteur Maksim Gorki.

## Verhaal
Een edelman moet zijn luxeleven opgeven en verhuizen naar de Parijse achterbuurten. Hij observeert er het leven van de armen. Hij is onder meer getuige van de moeizame romance van een stelletje, de vreselijke praktijken van een huisjesmelker en het drankprobleem van een acteur.

## Rolverdeling
| Acteur               | Personage                |
| -------------------- | ------------------------ |
| Jean Gabin           | Wasska Pepel             |
| Suzy Prim            | Vassilissa Kostyleva     |
| Louis Jouvet         | baron                    |
| Jany Holt            | Nastia                   |
| Vladimir Sokoloff    | Kostylev                 |
| Robert Le Vigan      | acteur met drankprobleem |
| Camille Bert         | graaf                    |
| René Génin           | Louka                    |
| Paul Temps as Satine |                          |
| Robert Ozanne        | Jabot de Travers         |
| Henri Saint-Isle     | Kletsch                  |
| Junie Astor          | Natascha                 |